# 情熱的新世界 -PASSIONATE PARADISE-
『情熱的新世界 -PASSIONATE PARADISE-』（じょうねつてきしんせかい パッショネイト・パラダイス）は、シブがき隊の9枚目のオリジナル・アルバム。1986年7月21日にLPとCT、同年8月1日にCDが発売。

## 内容
デビュー5周年記念盤『5th ANNIVERSARY』を経て、シブがき隊のオリジナル・アルバムが盛夏に発売されるのは、『夏・Zokkon -Memories For You-』以来、実に3年ぶりとなる。
本作は同年2月に発売されたシングル「スシ食いねェ!」を前面に出したアルバムとなっており「スシ食いねェ音頭」「交響曲第42番ニ長調『スシクイネェ』」「銀座のスシの物語」「地獄のスシ職人」と関連曲が4曲も収録されている。
CDの帯コピーは「目いっぱいマジに遊んじゃったぜ! 新しいシブがきワールドへ ヘイ!ラッシャイ!!」

## 収録曲

### CD
1. 熱帯夜（サマーナイト）カーニバル
  - 作詞：森雪之丞／作曲：小路隆／編曲：鷺巣詩郎
2. スシ食いねェ音頭
  - 作詞：岡田冨美子・S.I.S.／作曲：後藤次利／編曲：飛澤宏元
3. グラマーズ・コネクション
  - 作詞：売野雅勇／作曲：林哲司／編曲：中村哲
4. 真夏の出来事 -布川敏和
  - 作詞：布川敏和／作曲・編曲：鷺巣詩郎
5. 命（MIKOTO） -薬丸裕英
  - 作詞・作曲：薬丸裕英／編曲：中村哲
6. 20才（はたち）のピノキオ -本木雅弘
  - 作詞：本木雅弘／作曲・編曲：鷺巣詩郎
7. Booming!
  - 作詞：麻生圭子／作曲：三浦一年／編曲：新川博
8. 交響曲第42番ニ長調「スシクイネェ」
  - 作詞：岡田冨美子・S.I.S.／作曲：後藤次利／編曲：飛澤宏元
9. トラ! トラ! トラ!
  - 作詞：森雪之丞／作曲：後藤次利／編曲：鷺巣詩郎
10. 銀座のスシの物語 -薬丸裕英
  - 作詞：岡田冨美子・S.I.S.／作曲：後藤次利／編曲：飛澤宏元
11. 三歩下がって令嬢の影踏まず
  - 作詞：森雪之丞／作曲：山梨鐐平／編曲：新川博・新田一郎
12. ナスティ・ボーイ -布川敏和
  - 作詞・作曲・編曲：竹中尚人
13. 地獄のスシ職人
  - 作詞：岡田冨美子・S.I.S.／作曲：後藤次利／編曲：飛澤宏元
14. City -本木雅弘
  - 作詞：松本一起／作曲：井上ヨシマサ／編曲：鷺巣詩郎
15. ラスト・ナンバー
  - 作詞：森雪之丞／作曲：井上ヨシマサ／編曲：中村哲

### LP・CT
- SIDE A

1. 熱帯夜（サマーナイト）カーニバル
2. スシ食いねェ音頭
3. グラマーズ・コネクション
4. 真夏の出来事 -布川敏和
5. 命（MIKOTO） -薬丸裕英
6. 20才（はたち）のピノキオ -本木雅弘
7. Booming!
8. 交響曲第42番ニ長調「スシクイネェ」

- SIDE B

1. トラ! トラ! トラ!
2. 銀座のスシの物語 -薬丸裕英
3. 三歩下がって令嬢の影踏まず
4. ナスティ・ボーイ -布川敏和
5. 地獄のスシ職人
6. City -本木雅弘
7. ラスト・ナンバー